# Наймово
Наймово (пол. Najmowo, нім. Naime) — село в Польщі, у гміні Збічно Бродницького повіту Куявсько-Поморського воєводства.
Населення — 429 осіб (2011).
У 1975-1998 роках село належало до Торунського воєводства.

## Демографія
Демографічна структура станом на 31 березня 2011 року:
|          | Загалом | Допрацездатний вік | Працездатний вік | Постпрацездатний вік |
| -------- | ------- | ------------------ | ---------------- | -------------------- |
| Чоловіки | 220     | 52                 | 148              | 20                   |
| Жінки    | 209     | 54                 | 120              | 35                   |
| Разом    | 429     | 106                | 268              | 55                   |